# Чорогирла
Чорогирла (рум. Ciorogârla) — село у повіті Ілфов в Румунії. Входить до складу комуни Чорогирла.
Село розташоване на відстані 16 км на захід від Бухареста, 136 км на південь від Брашова.

## Населення
За даними перепису населення 2002 року у селі проживали 3069 осіб. Рідною мовою 3066 осіб (99,9%) назвали румунську.
Національний склад населення села:
| Національність | Кількість осіб | Відсоток |
| -------------- | -------------- | -------- |
| румуни         | 3046           | 99,3%    |
| цигани         | 20             | 0,7%     |